# La Neuvelle-lès-Lure
La Neuvelle-lès-Lure település Franciaországban, Haute-Saône megyében. Lakosainak száma 304 fő (2022. január 1.). La Neuvelle-lès-Lure Montessaux, La Côte, Froideterre, Malbouhans, Roye, Saint-Barthélemy és Saint-Germain községekkel határos.

## Népesség
A település népességének változása:
| Lakosok száma | 335  | 334  | 342  | 333  | 337  | 333  | 323  | 314  | 304  |
|               | 2013 | 2015 | 2016 | 2017 | 2018 | 2019 | 2020 | 2021 | 2022 |